# بوزوم (هلند)
بواژم (به هلندی: Bozum) یک منطقهٔ مسکونی در هلند است که در لیتنسرادیل واقع شده‌است.بواژم ۳۹۷ نفر جمعیت دارد.